# Haupt Racing Team
Le Haupt Racing Team est une écurie de sport automobile allemande fondée par Hubert Haupt (de). Elle fait participer des voitures de Grand tourisme en catégorie GT3 des championnats tels que l'Asian Le Mans Series, le GT World Challenge Europe et le Deutsche Tourenwagen Masters .

## Résultats en compétition automobile

### Asian Le Mans Series
| Année | Classe | no | Voiture              | Pneus | 1     | 2      | 3      | 4        | Total | Pos. |
| ----- | ------ | -- | -------------------- | ----- | ----- | ------ | ------ | -------- | ----- | ---- |
| 2022  | GT     | 6  | Mercedes-AMG GT3     | M     | DUB 6 | DUB 9  | ABU 9  | ABU 7    | 16    | 9e   |
| 2023  | GT     | 6  | Mercedes-AMG GT3 Evo | M     | DUB 7 | DUB 15 | ABU 13 | ABU Abd. | 6     | 14e  |
| 2023  | GT     | 7  | Mercedes-AMG GT3 Evo | M     | DUB 3 | DUB 7  | ABU 1  | ABU 1    | 71    | 2e   |

## Pilotes
- Frank Bird (2023)
- Michael Blanchemain (2023)
- Hubert Haupt (de) (2022)
- Martin Konrad (2023)
- Arjun Maini (2022-2023)
- Rory Penttinen (2022)
- Luca Stolz (en) (2023)
- Al Faisal Al Zubair (en) (2023)